# Stadion Minjor w Radnewie
Stadion Minjor (bułg. Стадион Миньор) – wielofunkcyjny stadion w Radnewie, w Bułgarii. Obiekt może pomieścić 8000 widzów. Swoje spotkania na stadionie rozgrywają piłkarze klubu Minjor Radnewo.